# St. Bartholomäus (Immesheim)
St. Bartholomäus ist die römisch-katholische Kirche von Immesheim. Sie steht unter Denkmalschutz.

## Lage
Die Kirche befindet sich in der örtlichen Hauptstraße.

## Architektur und Ausstattung
Bei der Kirche handelt es sich um einen zweischiffigen Bau im Stil der Gotik. Hinzu kommen Chormauern mit gotischer Wandmalerei.

## Geschichte
Die Kirche wurde Anfang des 14. Jahrhunderts erbaut. Die Sakristei folgte 1506. Bis 1705 gehörte die Kirche zur Pfarrei von Boßweiler und wurde von zunächst noch von Rodenbach aus versehen. Danach fungierte sie als Filiale der Pfarrei St. Amandus in Ottersheim. Zwischenzeitlich verfiel die Kirche und stürzte in Teilen ein. In den 1960er Jahren folgte daher in Teilen ein Neubau, der 1963 fertig gestellt wurde und in den die Chormauern samt Wandmalereien einbezogen wurden
Seit 1. Januar 2016 fungiert die Kirche als Filiale der Pfarrei Hl. Philipp der Einsiedler, die ihren Sitz in Göllheim hat.